# BAM Ge 4/4
Die BAM Ge 4/4 21 und 22 sind vierachsige Meterspur-Elektrolokomotiven mit der Bezeichnung Ge 4/4 für den Betrieb auf den Westschweizer Bahnstrecken Bière–Apples–Morges und Apples–L’Isle. Die Bière–Apples–Morges-Bahn (BAM) wurde im Juli 2003 in Transports de la région Morges–Bière–Cossonay (MBC) umbenannt.

## Beschaffung

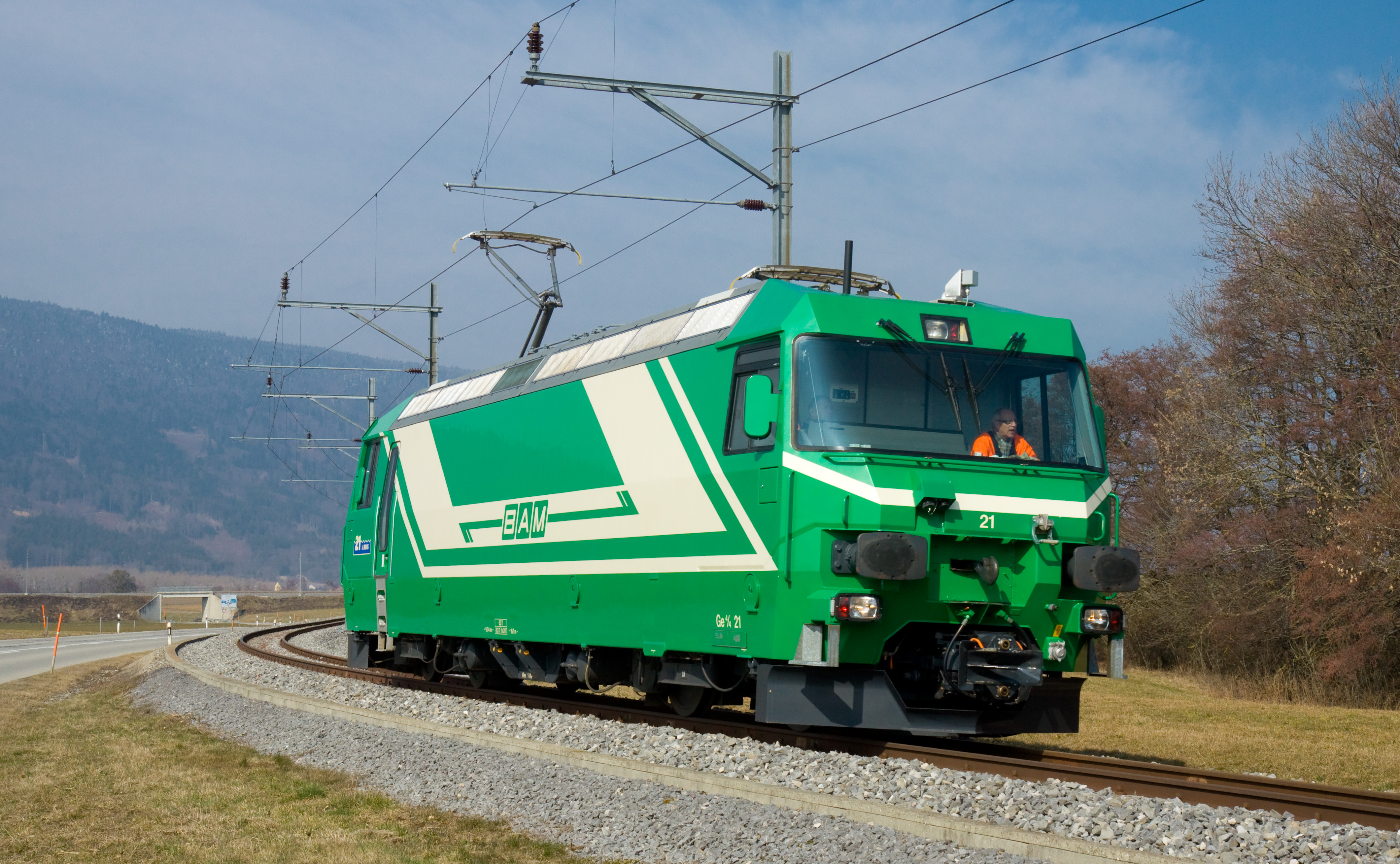
Zusätzlich zur +GF+-Kupplung verfügen die Ge 4/4 für den Rollbock-Verkehr über UIC-Kupplungen mit Normalspurpuffern.

Parallel zur zweiten Serie der Ge 4/4 III der Rhätischen Bahn (RhB) beschaffte die damalige BAM bei der Schweizerischen Lokomotiv- und Maschinenfabrik (SLM) und ABB zwei vergleichbare Lokomotiven, die jedoch für eine Wechselspannung von 15 kV ausgelegt sind und zusätzliche fest montierte Puffer für die Beförderung von Regelspurwagen auf Rollböcken besitzen.
Die Umrichterlokomotiven wurden nach dem Vorbild der normalspurigen Re 456 der Bodensee-Toggenburg-Bahn, der Sihltal-Zürich-Uetliberg-Bahn und der Vereinigten Huttwil-Bahnen erbaut.

## Betrieb
Die 1994 in Betrieb genommenen Fahrzeuge werden seitdem fast ausschliesslich für den Transport von Normalspurwagen auf Rollböcken verwendet. Häufigstes Transportgut sind Kies, Aushubmaterial und Zuckerrüben. Ausserdem gibt es gelegentlich schwere Militärzüge zum Waffenplatz Bière der Schweizer Armee.
Die beiden Lokomotiven können in Doppeltraktion 1060 Tonnen Anhängelast von Bière nach Morges befördern.

## Namen

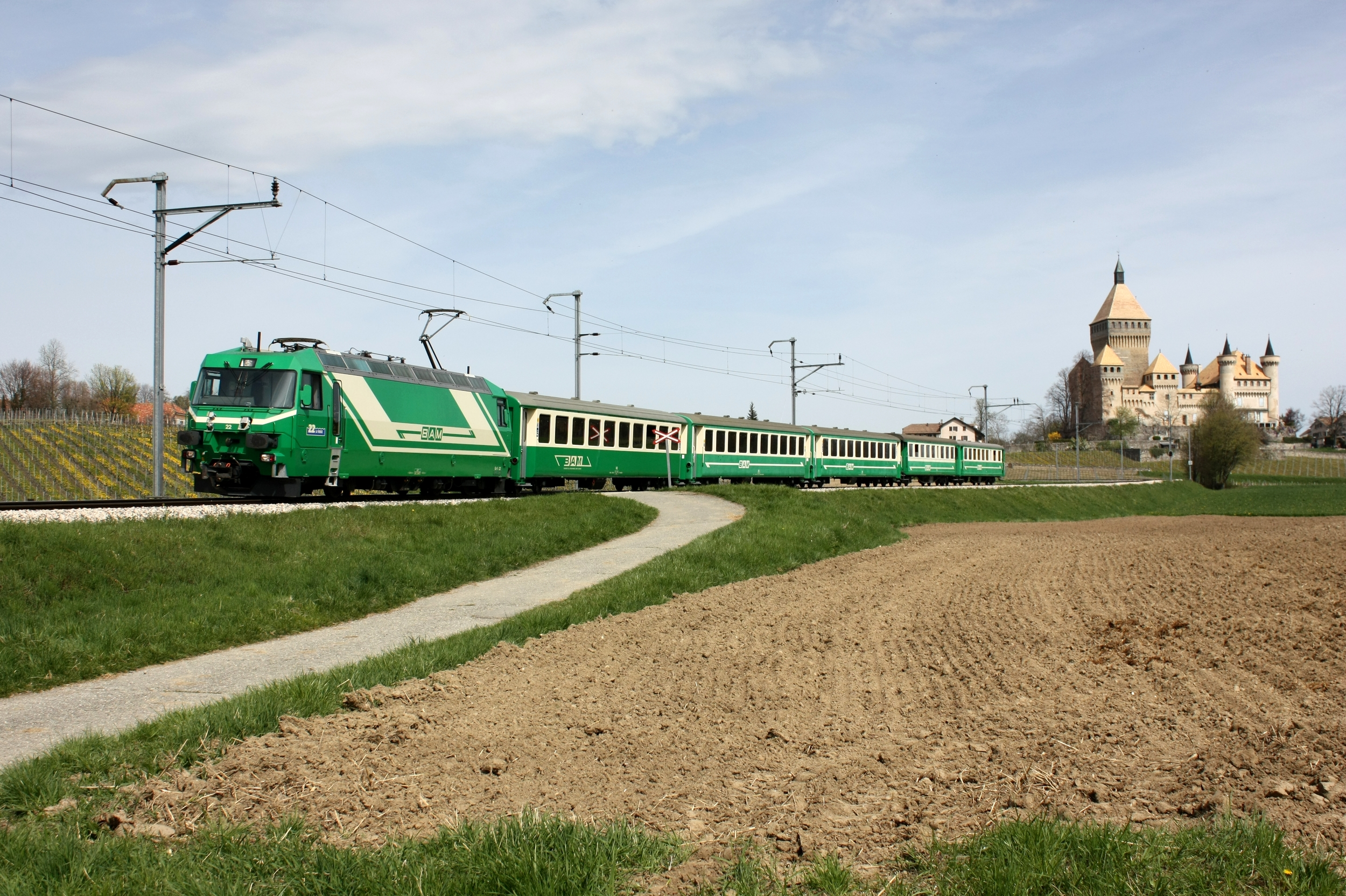
In der Regel werden die Ge 4/4 im Güterverkehr eingesetzt. 2011 beförderte die Nr. 22 Armeeangehörige nach Bière. Im Hintergrund Schloss Vufflens.

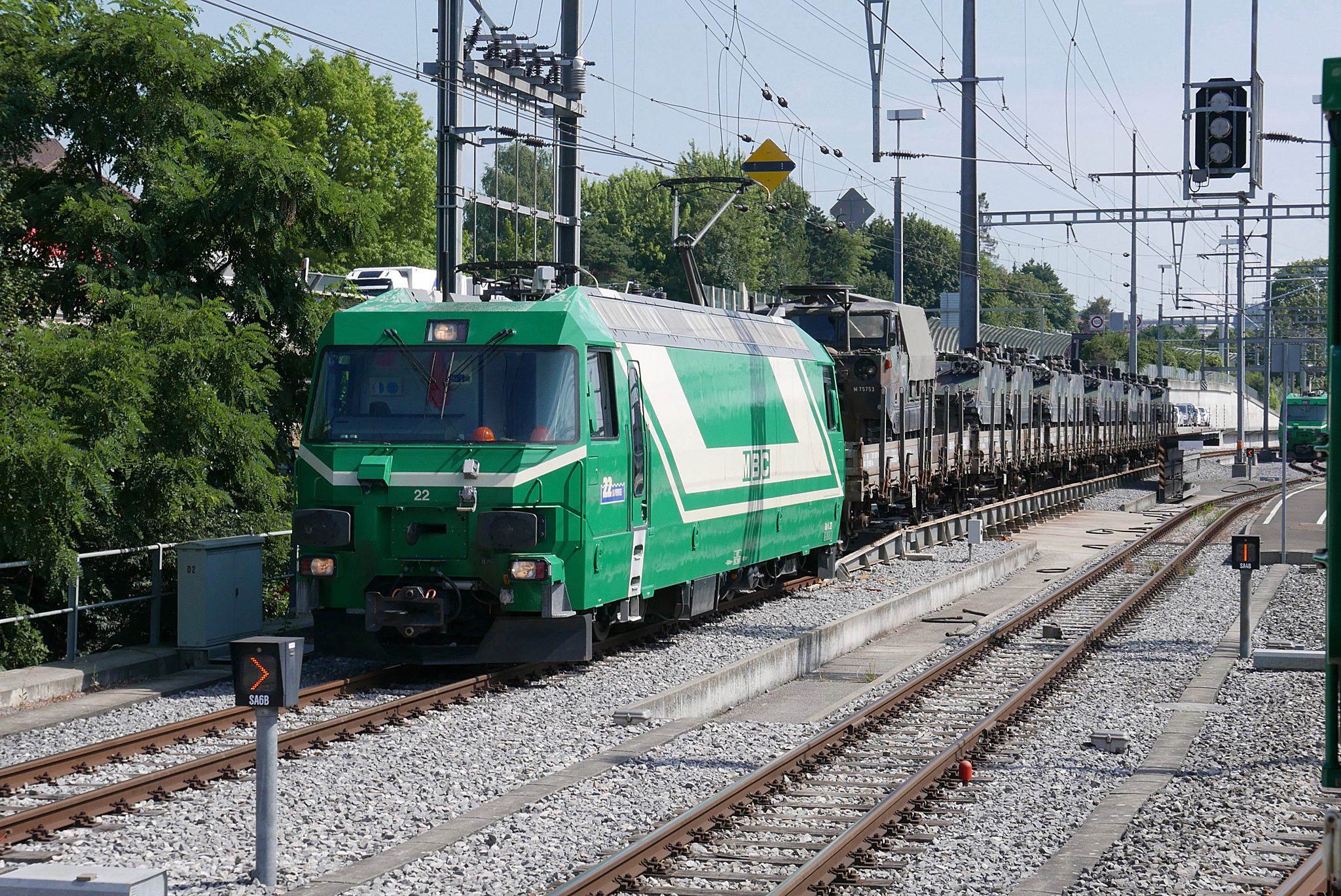
Ge 4/4 mit einem Militärtransport in Morges.

Namensgeber der beiden grün-weissen Lokomotiven sind die Flüsse Morges und Venoge, die in den Genfersee münden. Der Name und die Nummer stehen jeweils seitlich der Tür.
| Betriebsnummer | Taufname  | Inbetriebnahme | Status     |
| 21             | La Morges | 1994           | in Betrieb |
| 22             | La Venoge | 1994           | in Betrieb |